# Komoren-Zwergohreule
Die Komoren-Zwergohreule (Otus pauliani), auch als Komoreneule bezeichnet, ist eine seltene Eulenart aus der Gattung der Zwergohreulen. Sie ist endemisch auf der Komoreninsel Grande Comore. Das Artepitheton ehrt den französischen Zoologen Renaud Paulian (1913–2003).

## Beschreibung
Die Komoren-Zwergohreule erreicht eine Länge von ungefähr 15 bis 20 Zentimetern. Das Gewicht beträgt beim Männchen ungefähr 70 Gramm. Die Komoren-Zwergohreule kommt in einer hellen und einer dunklen Morphe vor. Die Ohrenbüschel sind sehr klein und bei der Feldbeobachtung kaum auszumachen. Der Gesichtsschleier ist grau oder braun mit weißen Sprenkeln, einigen dunklen Ringen und blassen hellen Augenbrauen. Die Oberseite ist dunkelgraubraun oder braun mit einer undeutlichen hellen Gefiederzeichnung. Die Schulterfedern sind unauffällig gelbbraun gefleckt. Die Flügel und der Schwanz sind gebändert. Die Unterseite ist hell bis dunkelrostbraun mit einem dichten dunklen Wellenmuster und spärlichen unterschiedlich deutlichen schwarzen Schaftstreifen. Der Unterlauf ist unbefiedert. Die Iris ist gelb oder dunkelbraun. Der Schnabel ist graubraun. Beine und Füße sind bräunlich.
Ihr Ruf besteht aus hohen "toot"- oder "choo"-Pfiffen mit regulären Intervallen von ein bis zwei Sekunden, die rasch in schnellere Serien von kurzen nach unten abfallenden "cho"-Tönen übergehen und für 10 Minuten in halbsekündigen Abständen wiederholt werden.

## Vorkommen und Lebensraum
Der Lebensraum der Komoren-Zwergohreule ist am Karthala, einem aktiven Vulkan auf der Insel Grande Comore. Sie bewohnt Wälder und Waldränder an den Nord-, West- und Südflanken des Vulkans in einer Höhenlage von 650 m aufwärts bis zur Baumgrenze. Ihr Lebensraum ist von primären immergrünen Bergwäldern geprägt, wo sie alte hohle Bäume zum Nisten findet.

## Lebensweise
Über ihre Lebensweise ist bisher nur wenig bekannt. Ihre Nahrung besteht vermutlich überwiegend aus Insekten, worauf ihre schwachen Klauen hinweisen. Die Komoren-Zwergohreule ist streng territorial und benötigt ein Brutrevier von ungefähr 5 ha. Sie nistet in Baumhöhlen. Die Brutzeit ist vermutlich von September bis Dezember.

## Status
Seit 1983 ist der intakte Wald am Karthala um 25 % zurückgegangen. Wegen der schlechten Bodenqualität wird immer mehr Wald gerodet, um neues Ackerland zu gewinnen. Die Sekundärwälder sind von invasiven Gewächsen wie den Guaven (Psidium cattleianum) dominiert. Kommerzielle Rodung ist in einem Areal von 50 km² am Südwesthang des Karthala erlaubt. Der Pionierwald wird durch Brandrodung zerstört, um Platz für Weideland zu machen. Hirtenmainas und eingeschleppte Ratten sind Nahrungskonkurrenten oder räubern die Nester der Eulen. BirdLife International schätzt den Bestand auf derzeit 2000 Exemplare.